# 381. strelska divizija (ZSSR)
381. strelska divizija (izvirno rusko 381. стрелковая дивизия; kratica 381. SD) je bila strelska divizija Rdeče armade v času druge svetovne vojne.

## Zgodovina
Divizija je bila ustanovljena avgusta 1941 v Zlatoustu.